# Philip Hartman
Philip Hartman (* 16. Mai 1915 in Baltimore; † 28. August 2015) war ein US-amerikanischer Mathematiker, der sich mit Analysis und Statistik beschäftigte.

## Leben
Hartman machte 1934 seinen Bachelorabschluss und wurde 1938 bei Francis Murnaghan an der Johns Hopkins University promoviert (Mean motions and almost periodic functions). Er war 1935 bis 1938 Junior Instructor an der Johns Hopkins University und 1938 bis 1946 Instructor am Queens College in New York. 1947 wurde er Associate Professor und 1953 Professor an der Johns Hopkins University. 1965 bis 1969 und 1974/75 stand er der Mathematik-Fakultät vor. 1980 emeritierte er.
Hartman war Gastprofessor an der University of California, Los Angeles, der University of Warwick, der Universität Pisa und der New York University.
Er war bekannt als Autor eines Lehrbuchs über gewöhnliche Differentialgleichungen. Ein nach ihm und dem russischen Mathematiker D. M. Grobman (1959) benannter Satz beschreibt das Verhalten eines dynamischen Systems nahe einem hyperbolischen Fixpunkt. Nach dem Satz von Hartman-Grobman ist das Verhalten des dynamischen Systems gleich dem seiner Linearisierung nahe dem Fixpunkt.
Hartman veröffentlichte unter anderem mit Aurel Wintner und Louis Nirenberg.
1950/51 war er Guggenheim Fellow. Er war Ehrenmitglied der American Mathematical Society.
Er heiratete 1949 und hatte zwei Kinder.
Zu seinen Doktoranden zählt Charles C. Pugh.
Er sollte nicht mit dem Biologen Philip E. Hartman (1926–2003) verwechselt werden, der ebenfalls Professor an der Johns Hopkins University war.

## Schriften
- Ordinary Differential Equations, Wiley 1964 (2. Auflage, SIAM 1987, 2002)